# NGC 1322
NGC 1322 ist eine elliptische Galaxie vom Hubble-Typ E/S0 im Sternbild Eridanus am Südsternhimmel. Sie ist schätzungsweise 285 Millionen Lichtjahre von der Milchstraße entfernt und hat einen Durchmesser von etwa 80.000 Lichtjahren.

Im selben Himmelsareal befinden sich u. a. die Galaxien NGC 1308, NGC 1320, NGC 1321, NGC 1323.
Das Objekt wurde am 5. Oktober 1836 von dem britischen Astronomen John Herschel entdeckt.